# Резолюция 153 на Съвета за сигурност на ООН
Резолюция 153 на Съвета за сигурност на ООН е приета на 23 август 1960 г. по повод кандидатурата на Габон за членство в ООН. С Резолюция 153 Съветът за сигурност препоръчва на Общото събрание на ООН Габон да бъде приет за член на Организацията на обединените нации.